# Kelsie Hendry
Kelsie Hendry (née le 29 juin 1982) est une athlète canadienne spécialiste du saut à la perche.

## Carrière

### Palmarès
| Date | Compétition                    | Lieu      | Résultat | Performance |
| ---- | ------------------------------ | --------- | -------- | ----------- |
| 2005 | Jeux de la Francophonie        | Niamey    | 1re      | 4,15 m      |
| 2010 | Championnats du monde en salle | Doha      | 6e       | 4,50 m      |
| 2010 | Jeux du Commonwealth           | New Delhi | 3e       | 4,25 m      |

### Records
| Épreuve                         | Performance | Lieu          | Date                     |
| ------------------------------- | ----------- | ------------- | ------------------------ |
| Saut à la perche (en plein air) | 4,55 m      | Prince Albert | 24 mai 2008 14 juin 2008 |
| Saut à la perche (en salle)     | 4,55 m      | Flagstaff     | 19 février 2010          |